# Xuân Cảnh
Xuân Cảnh là một xã thuộc tỉnh Đắk Lắk, Việt Nam.

## Địa lý
Xã Xuân Cảnh nằm ở ven biển phía bắc thị xã Sông Cầu, cách trung tâm thị xã 12 km về phía bắc theo Quốc lộ 1, có vị trí địa lý:
- Phía đông giáp Biển Đông
- Phía tây giáp xã Xuân Bình
- Phía nam giáp xã Xuân Phương và xã Xuân Thịnh
- Phía bắc giáp xã Xuân Hải và Biển Đông.

Xã Xuân Cảnh có diện tích 32,95 km², dân số năm 2023 là 13.201 người, mật độ dân số đạt 400 người/km².
Địa bàn xã nằm ven hai bên đầm Cù Mông.

## Hành chính
Xã Xuân Cảnh được chia thành 6 thôn: Hòa An, Hòa Hội, Hòa Lợi, Hòa Mỹ, Hòa Phú, Hòa Thạnh

## Lịch sử
Dưới thời Việt Nam Cộng hòa, xã Xuân Cảnh thuộc quận Sông Cầu, tỉnh Phú Yên.
Sau năm 1975, Chính quyền thành lập huyện Đồng Xuân thuộc tỉnh Phú Khánh trên cơ sở quận Sông Cầu và quận Đồng Xuân. Xã Xuân Cảnh thuộc huyện Đồng Xuân.
Ngày 30 tháng 9 năm 1981, Hội đồng Bộ trưởng ban hành Quyết định số 100-HĐBT về việc chia xã Xuân Cảnh thành xã Xuân Cảnh và Xuân Hòa.
Ngày 27 tháng 6 năm 1985, Hội đồng Bộ trưởng ban hành Quyết định số 189-HĐBT về việc thành lập huyện Sông Cầu thuộc tỉnh Phú Khánh trên cơ sở một phần của huyện Đồng Xuân. Xã Xuân Cảnh và xã Xuân Hòa trực thuộc huyện Sông Cầu.
Ngày 27 tháng 8 năm 2009, Chính phủ ban hành Nghị quyết số 42/NQ-CP về việc thành lập thành thị xã Sông Cầu thuộc tỉnh Phú Yên trên cơ sở toàn bộ huyện Sông Cầu. Xã Xuân Cảnh và xã Xuân Hòa trực thuộc thị xã Sông Cầu.
Trước khi sáp nhập, xã Xuân Hòa có diện tích 11,87 km², dân số là 3.997 người, mật độ dân số đạt 337 người/km², có 3 thôn: Hòa Phú, Hòa An, Hòa Thọ. Xã Xuân Cảnh có diện tích 20,89 km², dân số là 5.902 người, mật độ dân số đạt 283 người/km², có 4 thôn: Hòa Mỹ, Hòa Hội, Hòa Thạnh, Hòa Lợi.
Ngày 21 tháng 11 năm 2019, Ủy ban Thường vụ Quốc hội ban hành Nghị quyết số 817/NQ-UBTVQH14 về việc sắp xếp các đơn vị hành chính cấp xã thuộc tỉnh Phú Yên (nghị quyết có hiệu lực từ ngày 1 tháng 1 năm 2020). Theo đó, sáp nhập toàn bộ 11,87 km² diện tích tự nhiên và quy mô dân số là 3.997 người của xã Xuân Hòa vào xã Xuân Cảnh.
Xã Xuân Cảnh có 32,76 km² diện tích tự nhiên và quy mô dân số là 9.899 người.